# Temporada 2001-2002 de l'EC Granollers
El tècnic osonenc Ramon Mayo aterra a l'Esport Club Granollers amb la seva legió de fins a set exjugadors de la UE Vic per iniciar un quadrienni d'èxits que comencen ja enguany mateix amb l'ascens del primer equip a la Tercera Divisió. També es confirma la consagració del juvenil Enric Pi qui acabaria signant pel filial del RCD Mallorca un cop acabada la lliga.

## Fets destacats
2001
- 1 de setembre: se celebra a la població veïna d'Alella l'homenatge a l'exjugador Martín Abad, que va perdre la vida sobre el terreny de joc mentre disputava un partit de veterans.[1][2][3]
- 11 de novembre: en acabat el partit al camp de la UE Cerdanyola de Mataró, el lateral dret Elies Martí és agredit per dos jugadors contraris quan entrava al túnel de vestidors.[4]

## Plantilla
| Núm. | Pos. |           | Jugador                          | Procedència        | Temporada |
| ---- | ---- | --------- | -------------------------------- | ------------------ | --------- |
|      | POR  | Aragó     | Ricard Segarra Aragay            |                    |           |
|      | POR  | Catalunya | Manel Ochoa Jufré                | UE Vic             | 2001-2002 |
|      | DEF  | Catalunya | Juli                             |                    |           |
|      | DEF  | Catalunya | Òscar Gely Casabosca             | juvenil            | 1999-2000 |
|      | DEF  | Catalunya | Sergio Cáceres Exojo 'Sese'      | FC Cardedeu        | 2000-2001 |
|      | DEF  | Catalunya | Albert Masoliver López           | juvenil            | 2000-2001 |
|      | DEF  | Catalunya | Elies Martí Coderch              | UE Vic             | 2001-2002 |
|      | DEF  | Catalunya | Marc Verdaguer Arboix            | UE Vic             | 2001-2002 |
|      | DEF  | Catalunya | Arnau Maldonado García           | juvenil            | 2001-2002 |
|      | DEF  | Catalunya | Xavier Pérez Soler               | CD Masnou          | 2001-2002 |
|      | DEF  | Catalunya | Miquel Poyatos                   | juvenil            | 2001-2002 |
|      | MIG  | Catalunya | Sergi Antolín González           | juvenil            | 2000-2001 |
|      | MIG  | Catalunya | Francisco Javier Rubio Rodríguez | juvenil            | 2000-2001 |
|      | MIG  | Catalunya | Oriol Vila Martí                 | AEC Manlleu        | 2001-2002 |
|      | MIG  | Catalunya | David Montiel Salcedo 'Monti'    | CE Júpiter         | 2001-2002 |
|      | MIG  | Catalunya | Jordi Puig López 'Putxe'         | UE Vic             | 2001-2002 |
|      | MIG  | Catalunya | Xavier Riba Fossas               | UE Vic             | 2001-2002 |
|      | MIG  | Catalunya | Marc Rodríguez Missé             | juvenil            | 2001-2002 |
|      | DAV  | Catalunya | Enric Pi Solà                    | juvenil            | 2000-2001 |
|      | DAV  | Catalunya | Esteban Castaño Jiménez 'Estivi' | UE Vic             | 2001-2002 |
|      | DAV  | Catalunya | Francesc Pla Reig                | UE Vic             | 2001-2002 |
|      | DAV  | Catalunya | Carlos García Campos             | UE Vilassar de Mar | 2001-2002 |
|      | DAV  | Guinea    | Moustapha Kourouma               |                    | 2001-2002 |
|      | DAV  | Catalunya | Rubén Soler Navas                | juvenil            | 2001-2002 |

Altres jugadors utilitzats a la pretemporada: Jordi Marín (Sant Cugat), Carles Gil Termes (juvenil), Francesc Pons Sala 'Quico' (juvenil), Cano, Borrell. 

Llegenda:  ·   Capità  ·   Juvenil  ·   Lesionat  ·   Altes  ·   Passaport europeu  ·   Extracomunitari  ·   Extracomunitari sense restricció
| Baixes 2000-2001                    | Destinació                  |
| Jesús García Barea 'Chus'           | UE Vilassar de Mar          |
| Rubén Soler Navas                   | FC Barcelona C → CE Júpiter |
| Manel Guerrero Arca                 | CE Mataró                   |
| Damián Elías Isern Fernández 'Pibe' | UE Sant Andreu              |
| Jordi Fernández 'Pitu'              | CE Sant Celoni              |
| Manuel Parralo Aguilera             | CE Sant Celoni              |
| Raúl Navarro Alegre                 | UDA Gramenet B              |
| Alberto                             | CF Ripollet                 |
| Carlos Javier López Cazorla         | CE Sant Celoni              |
| Daniel Barragán Carrascosa          | AEC Manlleu                 |
| Tarsicio Aguado Simón 'Tarsi'       |                             |
| Juan Antonio                        |                             |
| Diego Carrillo Pendás               | CE Sabadell FC B            |

| Baixes 2001-2002            | Destinació       |
| Borrell                     | CE Lliçà d'Amunt |
| Sergio Cáceres Exojo 'Sese' | FC Cardedeu      |
| Juli                        | CE Sant Celoni   |
| Xavier Riba Fossas          | UE Vic           |

| Jornades | 01 | 02 | 03 | 04 | 05 | 06 | 07 | 08 | 09 | 10 | 11 | 12 | 13 | 14 | 15 | 16 | 17 | 18 | 19 | 20 | 21 | 22 | 23 | 24 | 25 | 26 | 27 | 28 | 29 | 30 | 31 | 32 | 33 | 34 | 35 | 36 | 37 | 38 | Sumatoris       | PJ              | GM | GE | TG  | TV |
| --- | --- | --- | --- | --- | --- | --- | --- | --- | --- | --- | --- | --- | --- | --- | --- | --- | --- | --- | --- | --- | --- | --- | --- | --- | --- | --- | --- | --- | --- | --- | --- | --- | --- | --- | --- | --- | --- | --- | --------------- | --------------- | -- | -- | --- | -- |
| Gely | T | T | T | T | T | T | T | T | T | T | T | T | T | T | T | T | T | S | T | T | T | T | T | T | T | T | T | T | T | T | T | T | T | T | T | T | T | T | Gely            | 38              | 2  |    | 2   | 1  |
| Putxe | T | T | T | T | T | T | T | T | | T | T | T | T | T | T | T | S | T | T | T | T | T | T | T | | T | T | T | T | S | E | E | T | T | T | T | T | T | Putxe           | 36              | 14 |    | 14  | 1  |
| Cesc Pla | T | S | S | S | T | S | S | E | E | S | S | T | S | S | E | E | T | T | S | E | S | E | | | E | T | S | S | T | E | S | E | S | T | T | T | S | S | Cesc Pla        | 36              | 5  |    | 13  |    |
| Marc Verdaguer | T | T | T | T | T | T | S | T | T | T | S | E | T | T | T | T | S | T | T | T | T | T | T | S | T | E | T | T | T | T | T | S | | T | S | S | | | Marc Verdaguer  | 35              |    |    | 17  | 3  |
| Elies | S | | E | T | T | T | T | T | T | T | T | T | T | T | T | T | T | T | T | T | T | T | T | T | | | T | T | T | T | T | T | T | T | T | T | T | T | Elies           | 35              |    |    | 12  | 1  |
| Antolín | | T | S | | | | | T | E | T | T | T | T | T | T | S | T | E | T | T | T | T | T | T | T | T | T | S | S | T | T | T | E | T | T | T | T | T | Antolín         | 33              | 8  |    | 11  | 1  |
| Oriol Vila | T | T | S | T | T | T | T | T | T | T | T | S | T | T | S | S | T | T | T | S | E | S | S | S | T | T | T | S | S | T | T | | | | | | | | Oriol Vila      | 31              | 4  |    | 16  | 3  |
| Masoliver | S | T | T | S | S | E | T | T | T | S | T | | T | S | | | | | | T | T | T | T | T | T | T | T | | | E | T | T | T | E | E | T | T | T | Masoliver       | 30              | 3  |    | 6   | 1  |
| Xavi Pérez | E | T | T | T | T | S | T | S | | | | S | S | E | S | T | T | T | T | T | | | E | T | | T | T | T | T | T | | T | T | S | | E | T | S | Xavi Pérez      | 30              | 2  |    | 5   | 1  |
| Monti | S | E | E | E | S | | | E | S | E | E | | E | S | | | E | E | T | S | T | S | E | | S | E | | T | T | S | S | S | | T | | E | T | T | Monti           | 29              | 2  |    | 3   | 1  |
| Estivi | T | E | T | T | T | T | T | S | E | T | T | T | S | T | T | S | T | | T | | E | | | | | | | | | | E | E | E | E | S | T | E | E | Estivi          | 27              | 10 |    | 3   |    |
| Ochoa | T | T | T | T | T | | | T | T | | | T | T | T | | T | | T | T | T | T | T | T | T | | | T | T | T | T | | | T | T | | T | | T | Ochoa           | 26              |    | 28 | 3   |    |
| Carlos García | E | S | | | | | E | S | S | | E | S | | | | | E | T | | E | S | S | E | E | | | | T | S | S | S | S | | S | | S | S | S | Carlos García   | 23              | 5  |    |     |    |
| Marc | | | | E | E | S | E | | T | E | E | E | E | | E | E | E | | | | E | E | S | S | S | | | | E | | | | T | | E | | E | | Marc            | 21              |    |    |     |    |
| Fran Rubio | | | | | E | E | E | E | S | S | S | | | | | E | | E | | | | T | T | T | T | S | | E | | | | T | | S | | S | | E | Fran Rubio      | 19              | 1  |    | 7   | 1  |
| Kourouma | | | | | | | | | | | | | | | T | T | S | S | E | T | E | E | S | E | E | E | E | E | E | | | | S | | E | | | E | Kourouma        | 18              | 2  |    | 3   |    |
| Enric Pi | | | | | | | | | | | | | | | | | | | | | | | | | S | S | T | E | E | T | T | T | T | E | T | E | S | T | Enric Pi        | 14              | 7  |    |     |    |
| Segarra | | | | | | T | T | | | T | T | | | | T | | T | | | | | | | | T | T | | | | | T | T | | | T | | T | | Segarra         | 12              |    | 8  |     |    |
| Arnau | | E | | E | | T | | | | | | T | | E | S | T | | | | | | | | E | T | S | | | | | | | | | | | | | Arnau           | 10              | 1  |    | 4   |    |
| Riba | E | S | T | S | | | | | | | | E | E | E | E | | | S | | | | | | | | | | | | | | | | | | | | | Riba            | 9               |    |    |     |    |
| Rubén Soler | | | | | | | | | | | | | | | | | | | | | | | | | | | | | | E | E | | | | S | | E | | Rubén Soler     | 4               |    |    | 1   |    |
| Sese | | | E | | | E | S | | T | | | | | | | | | | | | | | | | | | | | | | | | | | | | | | Sese            | 4               |    |    | 1   |    |
| Poyatos | | | | | | | | | | | | | | | | | | | | | | | | | E | | | | | | | | T | | T | | | | Poyatos         | 3               |    |    |     |    |
| Juli | T | | | | ES | | | | | E | | | | | | | | | | | | | | | | | | | | | | | | | | | | | Juli            | 3               |    |    | 1   |    |
| T:titular, S:surt, E:entra, ES:entra i surt, PJ:partits jugats, GM:gols marcats, GE:gols encaixats, TG:targetes grogues, TV:targetes vermelles \| groga \| groga + groga \| groga + vermella \| vermella \| sanció \| lesió \| baixa \| | T:titular, S:surt, E:entra, ES:entra i surt, PJ:partits jugats, GM:gols marcats, GE:gols encaixats, TG:targetes grogues, TV:targetes vermelles \| groga \| groga + groga \| groga + vermella \| vermella \| sanció \| lesió \| baixa \| | T:titular, S:surt, E:entra, ES:entra i surt, PJ:partits jugats, GM:gols marcats, GE:gols encaixats, TG:targetes grogues, TV:targetes vermelles \| groga \| groga + groga \| groga + vermella \| vermella \| sanció \| lesió \| baixa \| | T:titular, S:surt, E:entra, ES:entra i surt, PJ:partits jugats, GM:gols marcats, GE:gols encaixats, TG:targetes grogues, TV:targetes vermelles \| groga \| groga + groga \| groga + vermella \| vermella \| sanció \| lesió \| baixa \| | T:titular, S:surt, E:entra, ES:entra i surt, PJ:partits jugats, GM:gols marcats, GE:gols encaixats, TG:targetes grogues, TV:targetes vermelles \| groga \| groga + groga \| groga + vermella \| vermella \| sanció \| lesió \| baixa \| | T:titular, S:surt, E:entra, ES:entra i surt, PJ:partits jugats, GM:gols marcats, GE:gols encaixats, TG:targetes grogues, TV:targetes vermelles \| groga \| groga + groga \| groga + vermella \| vermella \| sanció \| lesió \| baixa \| | T:titular, S:surt, E:entra, ES:entra i surt, PJ:partits jugats, GM:gols marcats, GE:gols encaixats, TG:targetes grogues, TV:targetes vermelles \| groga \| groga + groga \| groga + vermella \| vermella \| sanció \| lesió \| baixa \| | T:titular, S:surt, E:entra, ES:entra i surt, PJ:partits jugats, GM:gols marcats, GE:gols encaixats, TG:targetes grogues, TV:targetes vermelles \| groga \| groga + groga \| groga + vermella \| vermella \| sanció \| lesió \| baixa \| | T:titular, S:surt, E:entra, ES:entra i surt, PJ:partits jugats, GM:gols marcats, GE:gols encaixats, TG:targetes grogues, TV:targetes vermelles \| groga \| groga + groga \| groga + vermella \| vermella \| sanció \| lesió \| baixa \| | T:titular, S:surt, E:entra, ES:entra i surt, PJ:partits jugats, GM:gols marcats, GE:gols encaixats, TG:targetes grogues, TV:targetes vermelles \| groga \| groga + groga \| groga + vermella \| vermella \| sanció \| lesió \| baixa \| | T:titular, S:surt, E:entra, ES:entra i surt, PJ:partits jugats, GM:gols marcats, GE:gols encaixats, TG:targetes grogues, TV:targetes vermelles \| groga \| groga + groga \| groga + vermella \| vermella \| sanció \| lesió \| baixa \| | T:titular, S:surt, E:entra, ES:entra i surt, PJ:partits jugats, GM:gols marcats, GE:gols encaixats, TG:targetes grogues, TV:targetes vermelles \| groga \| groga + groga \| groga + vermella \| vermella \| sanció \| lesió \| baixa \| | T:titular, S:surt, E:entra, ES:entra i surt, PJ:partits jugats, GM:gols marcats, GE:gols encaixats, TG:targetes grogues, TV:targetes vermelles \| groga \| groga + groga \| groga + vermella \| vermella \| sanció \| lesió \| baixa \| | T:titular, S:surt, E:entra, ES:entra i surt, PJ:partits jugats, GM:gols marcats, GE:gols encaixats, TG:targetes grogues, TV:targetes vermelles \| groga \| groga + groga \| groga + vermella \| vermella \| sanció \| lesió \| baixa \| | T:titular, S:surt, E:entra, ES:entra i surt, PJ:partits jugats, GM:gols marcats, GE:gols encaixats, TG:targetes grogues, TV:targetes vermelles \| groga \| groga + groga \| groga + vermella \| vermella \| sanció \| lesió \| baixa \| | T:titular, S:surt, E:entra, ES:entra i surt, PJ:partits jugats, GM:gols marcats, GE:gols encaixats, TG:targetes grogues, TV:targetes vermelles \| groga \| groga + groga \| groga + vermella \| vermella \| sanció \| lesió \| baixa \| | T:titular, S:surt, E:entra, ES:entra i surt, PJ:partits jugats, GM:gols marcats, GE:gols encaixats, TG:targetes grogues, TV:targetes vermelles \| groga \| groga + groga \| groga + vermella \| vermella \| sanció \| lesió \| baixa \| | T:titular, S:surt, E:entra, ES:entra i surt, PJ:partits jugats, GM:gols marcats, GE:gols encaixats, TG:targetes grogues, TV:targetes vermelles \| groga \| groga + groga \| groga + vermella \| vermella \| sanció \| lesió \| baixa \| | T:titular, S:surt, E:entra, ES:entra i surt, PJ:partits jugats, GM:gols marcats, GE:gols encaixats, TG:targetes grogues, TV:targetes vermelles \| groga \| groga + groga \| groga + vermella \| vermella \| sanció \| lesió \| baixa \| | T:titular, S:surt, E:entra, ES:entra i surt, PJ:partits jugats, GM:gols marcats, GE:gols encaixats, TG:targetes grogues, TV:targetes vermelles \| groga \| groga + groga \| groga + vermella \| vermella \| sanció \| lesió \| baixa \| | T:titular, S:surt, E:entra, ES:entra i surt, PJ:partits jugats, GM:gols marcats, GE:gols encaixats, TG:targetes grogues, TV:targetes vermelles \| groga \| groga + groga \| groga + vermella \| vermella \| sanció \| lesió \| baixa \| | T:titular, S:surt, E:entra, ES:entra i surt, PJ:partits jugats, GM:gols marcats, GE:gols encaixats, TG:targetes grogues, TV:targetes vermelles \| groga \| groga + groga \| groga + vermella \| vermella \| sanció \| lesió \| baixa \| | T:titular, S:surt, E:entra, ES:entra i surt, PJ:partits jugats, GM:gols marcats, GE:gols encaixats, TG:targetes grogues, TV:targetes vermelles \| groga \| groga + groga \| groga + vermella \| vermella \| sanció \| lesió \| baixa \| | T:titular, S:surt, E:entra, ES:entra i surt, PJ:partits jugats, GM:gols marcats, GE:gols encaixats, TG:targetes grogues, TV:targetes vermelles \| groga \| groga + groga \| groga + vermella \| vermella \| sanció \| lesió \| baixa \| | T:titular, S:surt, E:entra, ES:entra i surt, PJ:partits jugats, GM:gols marcats, GE:gols encaixats, TG:targetes grogues, TV:targetes vermelles \| groga \| groga + groga \| groga + vermella \| vermella \| sanció \| lesió \| baixa \| | T:titular, S:surt, E:entra, ES:entra i surt, PJ:partits jugats, GM:gols marcats, GE:gols encaixats, TG:targetes grogues, TV:targetes vermelles \| groga \| groga + groga \| groga + vermella \| vermella \| sanció \| lesió \| baixa \| | T:titular, S:surt, E:entra, ES:entra i surt, PJ:partits jugats, GM:gols marcats, GE:gols encaixats, TG:targetes grogues, TV:targetes vermelles \| groga \| groga + groga \| groga + vermella \| vermella \| sanció \| lesió \| baixa \| | T:titular, S:surt, E:entra, ES:entra i surt, PJ:partits jugats, GM:gols marcats, GE:gols encaixats, TG:targetes grogues, TV:targetes vermelles \| groga \| groga + groga \| groga + vermella \| vermella \| sanció \| lesió \| baixa \| | T:titular, S:surt, E:entra, ES:entra i surt, PJ:partits jugats, GM:gols marcats, GE:gols encaixats, TG:targetes grogues, TV:targetes vermelles \| groga \| groga + groga \| groga + vermella \| vermella \| sanció \| lesió \| baixa \| | T:titular, S:surt, E:entra, ES:entra i surt, PJ:partits jugats, GM:gols marcats, GE:gols encaixats, TG:targetes grogues, TV:targetes vermelles \| groga \| groga + groga \| groga + vermella \| vermella \| sanció \| lesió \| baixa \| | T:titular, S:surt, E:entra, ES:entra i surt, PJ:partits jugats, GM:gols marcats, GE:gols encaixats, TG:targetes grogues, TV:targetes vermelles \| groga \| groga + groga \| groga + vermella \| vermella \| sanció \| lesió \| baixa \| | T:titular, S:surt, E:entra, ES:entra i surt, PJ:partits jugats, GM:gols marcats, GE:gols encaixats, TG:targetes grogues, TV:targetes vermelles \| groga \| groga + groga \| groga + vermella \| vermella \| sanció \| lesió \| baixa \| | T:titular, S:surt, E:entra, ES:entra i surt, PJ:partits jugats, GM:gols marcats, GE:gols encaixats, TG:targetes grogues, TV:targetes vermelles \| groga \| groga + groga \| groga + vermella \| vermella \| sanció \| lesió \| baixa \| | T:titular, S:surt, E:entra, ES:entra i surt, PJ:partits jugats, GM:gols marcats, GE:gols encaixats, TG:targetes grogues, TV:targetes vermelles \| groga \| groga + groga \| groga + vermella \| vermella \| sanció \| lesió \| baixa \| | T:titular, S:surt, E:entra, ES:entra i surt, PJ:partits jugats, GM:gols marcats, GE:gols encaixats, TG:targetes grogues, TV:targetes vermelles \| groga \| groga + groga \| groga + vermella \| vermella \| sanció \| lesió \| baixa \| | T:titular, S:surt, E:entra, ES:entra i surt, PJ:partits jugats, GM:gols marcats, GE:gols encaixats, TG:targetes grogues, TV:targetes vermelles \| groga \| groga + groga \| groga + vermella \| vermella \| sanció \| lesió \| baixa \| | T:titular, S:surt, E:entra, ES:entra i surt, PJ:partits jugats, GM:gols marcats, GE:gols encaixats, TG:targetes grogues, TV:targetes vermelles \| groga \| groga + groga \| groga + vermella \| vermella \| sanció \| lesió \| baixa \| | T:titular, S:surt, E:entra, ES:entra i surt, PJ:partits jugats, GM:gols marcats, GE:gols encaixats, TG:targetes grogues, TV:targetes vermelles \| groga \| groga + groga \| groga + vermella \| vermella \| sanció \| lesió \| baixa \| | T:titular, S:surt, E:entra, ES:entra i surt, PJ:partits jugats, GM:gols marcats, GE:gols encaixats, TG:targetes grogues, TV:targetes vermelles \| groga \| groga + groga \| groga + vermella \| vermella \| sanció \| lesió \| baixa \| | En pròpia porta | En pròpia porta |    |    |     |    |
| T:titular, S:surt, E:entra, ES:entra i surt, PJ:partits jugats, GM:gols marcats, GE:gols encaixats, TG:targetes grogues, TV:targetes vermelles \| groga \| groga + groga \| groga + vermella \| vermella \| sanció \| lesió \| baixa \| | T:titular, S:surt, E:entra, ES:entra i surt, PJ:partits jugats, GM:gols marcats, GE:gols encaixats, TG:targetes grogues, TV:targetes vermelles \| groga \| groga + groga \| groga + vermella \| vermella \| sanció \| lesió \| baixa \| | T:titular, S:surt, E:entra, ES:entra i surt, PJ:partits jugats, GM:gols marcats, GE:gols encaixats, TG:targetes grogues, TV:targetes vermelles \| groga \| groga + groga \| groga + vermella \| vermella \| sanció \| lesió \| baixa \| | T:titular, S:surt, E:entra, ES:entra i surt, PJ:partits jugats, GM:gols marcats, GE:gols encaixats, TG:targetes grogues, TV:targetes vermelles \| groga \| groga + groga \| groga + vermella \| vermella \| sanció \| lesió \| baixa \| | T:titular, S:surt, E:entra, ES:entra i surt, PJ:partits jugats, GM:gols marcats, GE:gols encaixats, TG:targetes grogues, TV:targetes vermelles \| groga \| groga + groga \| groga + vermella \| vermella \| sanció \| lesió \| baixa \| | T:titular, S:surt, E:entra, ES:entra i surt, PJ:partits jugats, GM:gols marcats, GE:gols encaixats, TG:targetes grogues, TV:targetes vermelles \| groga \| groga + groga \| groga + vermella \| vermella \| sanció \| lesió \| baixa \| | T:titular, S:surt, E:entra, ES:entra i surt, PJ:partits jugats, GM:gols marcats, GE:gols encaixats, TG:targetes grogues, TV:targetes vermelles \| groga \| groga + groga \| groga + vermella \| vermella \| sanció \| lesió \| baixa \| | T:titular, S:surt, E:entra, ES:entra i surt, PJ:partits jugats, GM:gols marcats, GE:gols encaixats, TG:targetes grogues, TV:targetes vermelles \| groga \| groga + groga \| groga + vermella \| vermella \| sanció \| lesió \| baixa \| | T:titular, S:surt, E:entra, ES:entra i surt, PJ:partits jugats, GM:gols marcats, GE:gols encaixats, TG:targetes grogues, TV:targetes vermelles \| groga \| groga + groga \| groga + vermella \| vermella \| sanció \| lesió \| baixa \| | T:titular, S:surt, E:entra, ES:entra i surt, PJ:partits jugats, GM:gols marcats, GE:gols encaixats, TG:targetes grogues, TV:targetes vermelles \| groga \| groga + groga \| groga + vermella \| vermella \| sanció \| lesió \| baixa \| | T:titular, S:surt, E:entra, ES:entra i surt, PJ:partits jugats, GM:gols marcats, GE:gols encaixats, TG:targetes grogues, TV:targetes vermelles \| groga \| groga + groga \| groga + vermella \| vermella \| sanció \| lesió \| baixa \| | T:titular, S:surt, E:entra, ES:entra i surt, PJ:partits jugats, GM:gols marcats, GE:gols encaixats, TG:targetes grogues, TV:targetes vermelles \| groga \| groga + groga \| groga + vermella \| vermella \| sanció \| lesió \| baixa \| | T:titular, S:surt, E:entra, ES:entra i surt, PJ:partits jugats, GM:gols marcats, GE:gols encaixats, TG:targetes grogues, TV:targetes vermelles \| groga \| groga + groga \| groga + vermella \| vermella \| sanció \| lesió \| baixa \| | T:titular, S:surt, E:entra, ES:entra i surt, PJ:partits jugats, GM:gols marcats, GE:gols encaixats, TG:targetes grogues, TV:targetes vermelles \| groga \| groga + groga \| groga + vermella \| vermella \| sanció \| lesió \| baixa \| | T:titular, S:surt, E:entra, ES:entra i surt, PJ:partits jugats, GM:gols marcats, GE:gols encaixats, TG:targetes grogues, TV:targetes vermelles \| groga \| groga + groga \| groga + vermella \| vermella \| sanció \| lesió \| baixa \| | T:titular, S:surt, E:entra, ES:entra i surt, PJ:partits jugats, GM:gols marcats, GE:gols encaixats, TG:targetes grogues, TV:targetes vermelles \| groga \| groga + groga \| groga + vermella \| vermella \| sanció \| lesió \| baixa \| | T:titular, S:surt, E:entra, ES:entra i surt, PJ:partits jugats, GM:gols marcats, GE:gols encaixats, TG:targetes grogues, TV:targetes vermelles \| groga \| groga + groga \| groga + vermella \| vermella \| sanció \| lesió \| baixa \| | T:titular, S:surt, E:entra, ES:entra i surt, PJ:partits jugats, GM:gols marcats, GE:gols encaixats, TG:targetes grogues, TV:targetes vermelles \| groga \| groga + groga \| groga + vermella \| vermella \| sanció \| lesió \| baixa \| | T:titular, S:surt, E:entra, ES:entra i surt, PJ:partits jugats, GM:gols marcats, GE:gols encaixats, TG:targetes grogues, TV:targetes vermelles \| groga \| groga + groga \| groga + vermella \| vermella \| sanció \| lesió \| baixa \| | T:titular, S:surt, E:entra, ES:entra i surt, PJ:partits jugats, GM:gols marcats, GE:gols encaixats, TG:targetes grogues, TV:targetes vermelles \| groga \| groga + groga \| groga + vermella \| vermella \| sanció \| lesió \| baixa \| | T:titular, S:surt, E:entra, ES:entra i surt, PJ:partits jugats, GM:gols marcats, GE:gols encaixats, TG:targetes grogues, TV:targetes vermelles \| groga \| groga + groga \| groga + vermella \| vermella \| sanció \| lesió \| baixa \| | T:titular, S:surt, E:entra, ES:entra i surt, PJ:partits jugats, GM:gols marcats, GE:gols encaixats, TG:targetes grogues, TV:targetes vermelles \| groga \| groga + groga \| groga + vermella \| vermella \| sanció \| lesió \| baixa \| | T:titular, S:surt, E:entra, ES:entra i surt, PJ:partits jugats, GM:gols marcats, GE:gols encaixats, TG:targetes grogues, TV:targetes vermelles \| groga \| groga + groga \| groga + vermella \| vermella \| sanció \| lesió \| baixa \| | T:titular, S:surt, E:entra, ES:entra i surt, PJ:partits jugats, GM:gols marcats, GE:gols encaixats, TG:targetes grogues, TV:targetes vermelles \| groga \| groga + groga \| groga + vermella \| vermella \| sanció \| lesió \| baixa \| | T:titular, S:surt, E:entra, ES:entra i surt, PJ:partits jugats, GM:gols marcats, GE:gols encaixats, TG:targetes grogues, TV:targetes vermelles \| groga \| groga + groga \| groga + vermella \| vermella \| sanció \| lesió \| baixa \| | T:titular, S:surt, E:entra, ES:entra i surt, PJ:partits jugats, GM:gols marcats, GE:gols encaixats, TG:targetes grogues, TV:targetes vermelles \| groga \| groga + groga \| groga + vermella \| vermella \| sanció \| lesió \| baixa \| | T:titular, S:surt, E:entra, ES:entra i surt, PJ:partits jugats, GM:gols marcats, GE:gols encaixats, TG:targetes grogues, TV:targetes vermelles \| groga \| groga + groga \| groga + vermella \| vermella \| sanció \| lesió \| baixa \| | T:titular, S:surt, E:entra, ES:entra i surt, PJ:partits jugats, GM:gols marcats, GE:gols encaixats, TG:targetes grogues, TV:targetes vermelles \| groga \| groga + groga \| groga + vermella \| vermella \| sanció \| lesió \| baixa \| | T:titular, S:surt, E:entra, ES:entra i surt, PJ:partits jugats, GM:gols marcats, GE:gols encaixats, TG:targetes grogues, TV:targetes vermelles \| groga \| groga + groga \| groga + vermella \| vermella \| sanció \| lesió \| baixa \| | T:titular, S:surt, E:entra, ES:entra i surt, PJ:partits jugats, GM:gols marcats, GE:gols encaixats, TG:targetes grogues, TV:targetes vermelles \| groga \| groga + groga \| groga + vermella \| vermella \| sanció \| lesió \| baixa \| | T:titular, S:surt, E:entra, ES:entra i surt, PJ:partits jugats, GM:gols marcats, GE:gols encaixats, TG:targetes grogues, TV:targetes vermelles \| groga \| groga + groga \| groga + vermella \| vermella \| sanció \| lesió \| baixa \| | T:titular, S:surt, E:entra, ES:entra i surt, PJ:partits jugats, GM:gols marcats, GE:gols encaixats, TG:targetes grogues, TV:targetes vermelles \| groga \| groga + groga \| groga + vermella \| vermella \| sanció \| lesió \| baixa \| | T:titular, S:surt, E:entra, ES:entra i surt, PJ:partits jugats, GM:gols marcats, GE:gols encaixats, TG:targetes grogues, TV:targetes vermelles \| groga \| groga + groga \| groga + vermella \| vermella \| sanció \| lesió \| baixa \| | T:titular, S:surt, E:entra, ES:entra i surt, PJ:partits jugats, GM:gols marcats, GE:gols encaixats, TG:targetes grogues, TV:targetes vermelles \| groga \| groga + groga \| groga + vermella \| vermella \| sanció \| lesió \| baixa \| | T:titular, S:surt, E:entra, ES:entra i surt, PJ:partits jugats, GM:gols marcats, GE:gols encaixats, TG:targetes grogues, TV:targetes vermelles \| groga \| groga + groga \| groga + vermella \| vermella \| sanció \| lesió \| baixa \| | T:titular, S:surt, E:entra, ES:entra i surt, PJ:partits jugats, GM:gols marcats, GE:gols encaixats, TG:targetes grogues, TV:targetes vermelles \| groga \| groga + groga \| groga + vermella \| vermella \| sanció \| lesió \| baixa \| | T:titular, S:surt, E:entra, ES:entra i surt, PJ:partits jugats, GM:gols marcats, GE:gols encaixats, TG:targetes grogues, TV:targetes vermelles \| groga \| groga + groga \| groga + vermella \| vermella \| sanció \| lesió \| baixa \| | T:titular, S:surt, E:entra, ES:entra i surt, PJ:partits jugats, GM:gols marcats, GE:gols encaixats, TG:targetes grogues, TV:targetes vermelles \| groga \| groga + groga \| groga + vermella \| vermella \| sanció \| lesió \| baixa \| | T:titular, S:surt, E:entra, ES:entra i surt, PJ:partits jugats, GM:gols marcats, GE:gols encaixats, TG:targetes grogues, TV:targetes vermelles \| groga \| groga + groga \| groga + vermella \| vermella \| sanció \| lesió \| baixa \| | Per sanció      |                 |    |    |     |    |
| T:titular, S:surt, E:entra, ES:entra i surt, PJ:partits jugats, GM:gols marcats, GE:gols encaixats, TG:targetes grogues, TV:targetes vermelles \| groga \| groga + groga \| groga + vermella \| vermella \| sanció \| lesió \| baixa \| | T:titular, S:surt, E:entra, ES:entra i surt, PJ:partits jugats, GM:gols marcats, GE:gols encaixats, TG:targetes grogues, TV:targetes vermelles \| groga \| groga + groga \| groga + vermella \| vermella \| sanció \| lesió \| baixa \| | T:titular, S:surt, E:entra, ES:entra i surt, PJ:partits jugats, GM:gols marcats, GE:gols encaixats, TG:targetes grogues, TV:targetes vermelles \| groga \| groga + groga \| groga + vermella \| vermella \| sanció \| lesió \| baixa \| | T:titular, S:surt, E:entra, ES:entra i surt, PJ:partits jugats, GM:gols marcats, GE:gols encaixats, TG:targetes grogues, TV:targetes vermelles \| groga \| groga + groga \| groga + vermella \| vermella \| sanció \| lesió \| baixa \| | T:titular, S:surt, E:entra, ES:entra i surt, PJ:partits jugats, GM:gols marcats, GE:gols encaixats, TG:targetes grogues, TV:targetes vermelles \| groga \| groga + groga \| groga + vermella \| vermella \| sanció \| lesió \| baixa \| | T:titular, S:surt, E:entra, ES:entra i surt, PJ:partits jugats, GM:gols marcats, GE:gols encaixats, TG:targetes grogues, TV:targetes vermelles \| groga \| groga + groga \| groga + vermella \| vermella \| sanció \| lesió \| baixa \| | T:titular, S:surt, E:entra, ES:entra i surt, PJ:partits jugats, GM:gols marcats, GE:gols encaixats, TG:targetes grogues, TV:targetes vermelles \| groga \| groga + groga \| groga + vermella \| vermella \| sanció \| lesió \| baixa \| | T:titular, S:surt, E:entra, ES:entra i surt, PJ:partits jugats, GM:gols marcats, GE:gols encaixats, TG:targetes grogues, TV:targetes vermelles \| groga \| groga + groga \| groga + vermella \| vermella \| sanció \| lesió \| baixa \| | T:titular, S:surt, E:entra, ES:entra i surt, PJ:partits jugats, GM:gols marcats, GE:gols encaixats, TG:targetes grogues, TV:targetes vermelles \| groga \| groga + groga \| groga + vermella \| vermella \| sanció \| lesió \| baixa \| | T:titular, S:surt, E:entra, ES:entra i surt, PJ:partits jugats, GM:gols marcats, GE:gols encaixats, TG:targetes grogues, TV:targetes vermelles \| groga \| groga + groga \| groga + vermella \| vermella \| sanció \| lesió \| baixa \| | T:titular, S:surt, E:entra, ES:entra i surt, PJ:partits jugats, GM:gols marcats, GE:gols encaixats, TG:targetes grogues, TV:targetes vermelles \| groga \| groga + groga \| groga + vermella \| vermella \| sanció \| lesió \| baixa \| | T:titular, S:surt, E:entra, ES:entra i surt, PJ:partits jugats, GM:gols marcats, GE:gols encaixats, TG:targetes grogues, TV:targetes vermelles \| groga \| groga + groga \| groga + vermella \| vermella \| sanció \| lesió \| baixa \| | T:titular, S:surt, E:entra, ES:entra i surt, PJ:partits jugats, GM:gols marcats, GE:gols encaixats, TG:targetes grogues, TV:targetes vermelles \| groga \| groga + groga \| groga + vermella \| vermella \| sanció \| lesió \| baixa \| | T:titular, S:surt, E:entra, ES:entra i surt, PJ:partits jugats, GM:gols marcats, GE:gols encaixats, TG:targetes grogues, TV:targetes vermelles \| groga \| groga + groga \| groga + vermella \| vermella \| sanció \| lesió \| baixa \| | T:titular, S:surt, E:entra, ES:entra i surt, PJ:partits jugats, GM:gols marcats, GE:gols encaixats, TG:targetes grogues, TV:targetes vermelles \| groga \| groga + groga \| groga + vermella \| vermella \| sanció \| lesió \| baixa \| | T:titular, S:surt, E:entra, ES:entra i surt, PJ:partits jugats, GM:gols marcats, GE:gols encaixats, TG:targetes grogues, TV:targetes vermelles \| groga \| groga + groga \| groga + vermella \| vermella \| sanció \| lesió \| baixa \| | T:titular, S:surt, E:entra, ES:entra i surt, PJ:partits jugats, GM:gols marcats, GE:gols encaixats, TG:targetes grogues, TV:targetes vermelles \| groga \| groga + groga \| groga + vermella \| vermella \| sanció \| lesió \| baixa \| | T:titular, S:surt, E:entra, ES:entra i surt, PJ:partits jugats, GM:gols marcats, GE:gols encaixats, TG:targetes grogues, TV:targetes vermelles \| groga \| groga + groga \| groga + vermella \| vermella \| sanció \| lesió \| baixa \| | T:titular, S:surt, E:entra, ES:entra i surt, PJ:partits jugats, GM:gols marcats, GE:gols encaixats, TG:targetes grogues, TV:targetes vermelles \| groga \| groga + groga \| groga + vermella \| vermella \| sanció \| lesió \| baixa \| | T:titular, S:surt, E:entra, ES:entra i surt, PJ:partits jugats, GM:gols marcats, GE:gols encaixats, TG:targetes grogues, TV:targetes vermelles \| groga \| groga + groga \| groga + vermella \| vermella \| sanció \| lesió \| baixa \| | T:titular, S:surt, E:entra, ES:entra i surt, PJ:partits jugats, GM:gols marcats, GE:gols encaixats, TG:targetes grogues, TV:targetes vermelles \| groga \| groga + groga \| groga + vermella \| vermella \| sanció \| lesió \| baixa \| | T:titular, S:surt, E:entra, ES:entra i surt, PJ:partits jugats, GM:gols marcats, GE:gols encaixats, TG:targetes grogues, TV:targetes vermelles \| groga \| groga + groga \| groga + vermella \| vermella \| sanció \| lesió \| baixa \| | T:titular, S:surt, E:entra, ES:entra i surt, PJ:partits jugats, GM:gols marcats, GE:gols encaixats, TG:targetes grogues, TV:targetes vermelles \| groga \| groga + groga \| groga + vermella \| vermella \| sanció \| lesió \| baixa \| | T:titular, S:surt, E:entra, ES:entra i surt, PJ:partits jugats, GM:gols marcats, GE:gols encaixats, TG:targetes grogues, TV:targetes vermelles \| groga \| groga + groga \| groga + vermella \| vermella \| sanció \| lesió \| baixa \| | T:titular, S:surt, E:entra, ES:entra i surt, PJ:partits jugats, GM:gols marcats, GE:gols encaixats, TG:targetes grogues, TV:targetes vermelles \| groga \| groga + groga \| groga + vermella \| vermella \| sanció \| lesió \| baixa \| | T:titular, S:surt, E:entra, ES:entra i surt, PJ:partits jugats, GM:gols marcats, GE:gols encaixats, TG:targetes grogues, TV:targetes vermelles \| groga \| groga + groga \| groga + vermella \| vermella \| sanció \| lesió \| baixa \| | T:titular, S:surt, E:entra, ES:entra i surt, PJ:partits jugats, GM:gols marcats, GE:gols encaixats, TG:targetes grogues, TV:targetes vermelles \| groga \| groga + groga \| groga + vermella \| vermella \| sanció \| lesió \| baixa \| | T:titular, S:surt, E:entra, ES:entra i surt, PJ:partits jugats, GM:gols marcats, GE:gols encaixats, TG:targetes grogues, TV:targetes vermelles \| groga \| groga + groga \| groga + vermella \| vermella \| sanció \| lesió \| baixa \| | T:titular, S:surt, E:entra, ES:entra i surt, PJ:partits jugats, GM:gols marcats, GE:gols encaixats, TG:targetes grogues, TV:targetes vermelles \| groga \| groga + groga \| groga + vermella \| vermella \| sanció \| lesió \| baixa \| | T:titular, S:surt, E:entra, ES:entra i surt, PJ:partits jugats, GM:gols marcats, GE:gols encaixats, TG:targetes grogues, TV:targetes vermelles \| groga \| groga + groga \| groga + vermella \| vermella \| sanció \| lesió \| baixa \| | T:titular, S:surt, E:entra, ES:entra i surt, PJ:partits jugats, GM:gols marcats, GE:gols encaixats, TG:targetes grogues, TV:targetes vermelles \| groga \| groga + groga \| groga + vermella \| vermella \| sanció \| lesió \| baixa \| | T:titular, S:surt, E:entra, ES:entra i surt, PJ:partits jugats, GM:gols marcats, GE:gols encaixats, TG:targetes grogues, TV:targetes vermelles \| groga \| groga + groga \| groga + vermella \| vermella \| sanció \| lesió \| baixa \| | T:titular, S:surt, E:entra, ES:entra i surt, PJ:partits jugats, GM:gols marcats, GE:gols encaixats, TG:targetes grogues, TV:targetes vermelles \| groga \| groga + groga \| groga + vermella \| vermella \| sanció \| lesió \| baixa \| | T:titular, S:surt, E:entra, ES:entra i surt, PJ:partits jugats, GM:gols marcats, GE:gols encaixats, TG:targetes grogues, TV:targetes vermelles \| groga \| groga + groga \| groga + vermella \| vermella \| sanció \| lesió \| baixa \| | T:titular, S:surt, E:entra, ES:entra i surt, PJ:partits jugats, GM:gols marcats, GE:gols encaixats, TG:targetes grogues, TV:targetes vermelles \| groga \| groga + groga \| groga + vermella \| vermella \| sanció \| lesió \| baixa \| | T:titular, S:surt, E:entra, ES:entra i surt, PJ:partits jugats, GM:gols marcats, GE:gols encaixats, TG:targetes grogues, TV:targetes vermelles \| groga \| groga + groga \| groga + vermella \| vermella \| sanció \| lesió \| baixa \| | T:titular, S:surt, E:entra, ES:entra i surt, PJ:partits jugats, GM:gols marcats, GE:gols encaixats, TG:targetes grogues, TV:targetes vermelles \| groga \| groga + groga \| groga + vermella \| vermella \| sanció \| lesió \| baixa \| | T:titular, S:surt, E:entra, ES:entra i surt, PJ:partits jugats, GM:gols marcats, GE:gols encaixats, TG:targetes grogues, TV:targetes vermelles \| groga \| groga + groga \| groga + vermella \| vermella \| sanció \| lesió \| baixa \| | T:titular, S:surt, E:entra, ES:entra i surt, PJ:partits jugats, GM:gols marcats, GE:gols encaixats, TG:targetes grogues, TV:targetes vermelles \| groga \| groga + groga \| groga + vermella \| vermella \| sanció \| lesió \| baixa \| | Totals          | Totals          | 66 | 36 | 122 | 14 |
| groga | groga + groga | groga + vermella | vermella | sanció | lesió | baixa | | | | | | | | | | | | | | | | | | | | | | | | | | | | | | | | |                 |                 |    |    |     |    |

## Resultats i classificacions
| Amistosos |

| 11 agost 2001 | EC Granollers | 2 – 2           | UE Badaloní | Granollers                             |  |
| 20:15         | Putxe 05' · Xavi Pérez 68' · Ochoa · Elies, Juli, Marc Verdaguer, Gely · Putxe, Monti · Antolín, Riba, Estivi · Cesc Pla | Mundo Deportivo | 17' Pablo · 47' Josué · Marcial Conde · Mascarell, Vicente, Ketxus, Torres · Alberto, Pablo · Josué, Xavi López, Marcial · Moisés | Carrer Girona · David Miranda Torres · |  |

| 12 agost 2001 | EC Granollers | 1 – 1           | CE Mataró | Granollers                             |  |
| 19:30         | Estivi 77' Ochoa · Xavi Pérez, Arnau, Marc Verdaguer, Gely · Oriol Vila, Masoliver · Kourouma, Cesc Pla, Carlos García · Marín | Mundo Deportivo | 60' Ramon Borrell Óscar Rojas · Aitor, Quim Famada, Robert, Padilla · Santi, Rodri · Ramon Borrell, Puigdesens, Guerrero · David Prats | Carrer Girona · Antoni García Català · |  |

| 18 agost 2001 | CF Badalona                                                                                           | 0 – 0           | EC Granollers                                                                                 | Badalona                                 |  |
| 19:00         | José Manuel Mengod, Javi Pérez, Carlos, Arenas Sergio Pérez, Tamudo Charly, Melià II, Serrano Melià I | Mundo Deportivo | Segarra Xavi Pérez, Arnau, Sese, Masoliver Estivi, Riba Marc, Carlos García, Fran Rubio Marín | Camp del Centenari · Rubén Rengel Royo · |  |

| 26 agost 2001 | CF Vilanova del Vallès                                                                                     | 1 – 3           | EC Granollers | Vilanova del Vallès   |  |
| 18:00         | Ródenas 85' · Pericas · Sebas, Martínez, Valero, Cesc · Máquina, Soto · Milán, Del Moral, Gimeno · Linares | Mundo Deportivo | 53' Fran Rubio · 65' Elies · 80' Cesc Pla Segarra · Xavi Pérez, Arnau, Sese, Gely · Putxe, Riba · Masoliver, Oriol Vila, Kourouma · Antolín | Municipal · Requena · |  |

| 29 agost 2001 | EC Granollers                                                                               | 0 – 4                    | FC Barcelona B | Granollers                                                                 |  |
| 20:00         | Ochoa Elies, Juli, Marc Verdaguer, Gely Putxe, Oriol Vila Antolín, Monti, Cesc Pla Kourouma | Mundo Deportivo El 9 Nou | 12' (p.) 43' 49' Miki Albert · 24' Triguiño Javi Ruiz · Carrión, David, Juan Carlos, Anestis · Moisés, Alberto · Serrano, Paquito, Triguiño · Miki Albert | Carrer Girona · Diego de la Torre Acedo · Granados · José Risueño Martos · |  |

| 30 agost 2001 | EC Granollers | 1 – 0           | CE Sabadell FC                                                                | Granollers                                 |  |
| 20:00         | Masoliver 24' Segarra · Xavi Pérez, Marc Verdaguer, Gely, Arnau · Fran Rubio, Masoliver · Riba, Carlos García, Cesc Pla · Putxe | Mundo Deportivo | González Socías, Amate, Italo, Fabiano Castro, Box Carrillo, Ramis, Mayo Dani | Carrer Girona · Alfonso Colmenal Pomares · |  |

| 2 setembre 2001 | CE Sant Celoni                                                                                                   | 1 – 2           | EC Granollers | Sant Celoni                               |  |
| 19:00           | Arenas 09' (p.) · Pol · Tayeda, José Luis, Alabau, Arumí · Gerard, Carlos · Froi, Parralo, Carlos López · Arenas | Mundo Deportivo | 67' (p.) Elies · 76' Estivi Segarra · Elies, Juli, Sese, Marc Verdaguer · Putxe, Antolín · Marc, Monti, Arnau · Carlos García | 11 de Setembre · Albert Arroyo San José · |  |

| Primera Divisió Catalana |

| 9 setembre 2001 | EC Granollers | 2 – 2           | FC Martinenc                                                                                             | Granollers                                 |  |
| 16:30 Jornada 1 | Estivi 79' · Carlos García 87' Ochoa · Elies, Juli, Marc Verdaguer, Gely · Putxe, Oriol Vila · Masoliver, Monti, Cesc Pla · Estivi | Mundo Deportivo | 32' Julio · 57' Johan Xavo · Marc, Muñoz, Fran, Belda · Iván Gimeno, Quim · Carrero, Julio, Álex · Johan | Carrer Girona · Enric Ponsatí Clavaguera · |  |

| 16 setembre 2001 | FC Santboià | 1 – 1           | EC Granollers | Sant Boi de Llobregat                        |  |
| 12:00 Jornada 2  | Virdis 35' (p.) Madir · Andreu, Andrés, Álex Arias, Alquézar · Albert, Vicente · Sergio, Virdis, Fuentes · Manolo | Mundo Deportivo | 08' Antolín Ochoa · Xavi Pérez, Masoliver, Marc Verdaguer, Gely · Putxe, Riba · Antolín, Oriol Vila, Cesc Pla · Carlos García | Joan Baptista Milà · Daniel Gracia Álvarez · |  |

| 23 setembre 2001 | EC Granollers | 4 – 1           | UE Rubí | Granollers                                |  |
| 16:30 Jornada 3  | Estivi 16' · Putxe 34' 51' (p.) 77' Ochoa · Xavi Pérez, Masoliver, Marc Verdaguer, Gely · Putxe, Riba · Antolín, Oriol Vila, Cesc Pla · Estivi | Mundo Deportivo | 28' Rozas · Kiko · Barrantes, Xavi López, Carles Silvestre, M.A. Romero · Bayarri, Mayoral · Rozas, Magdaleno, A. Romero · Clarés | Carrer Girona · Juan Manuel Vico Moreno · |  |

| 30 setembre 2001 | UE Vic | 0 – 3           | EC Granollers | Vic                                   |  |
| 16:30 Jornada 4  |        | Mundo Deportivo | 39' 73' Estivi · 76' Xavi Pérez Ochoa · Elies, Masoliver, Marc Verdaguer, Gely · Putxe, Riba · Xavi Pérez, Oriol Vila, Cesc Pla · Estivi | Municipal · Germán Yugueros Vicente · |  |

| 7 octubre 2001  | CD Tortosa | 2 – 2           | EC Granollers | Tortosa                                |  |
| 17:00 Jornada 5 | Margalef 40' · Lluís 76' Chema · Adell, David Cid, Xavi Comas, Ángel · Yiyi, Amador · Gilabert, Sergi, Geni · Margalef | Mundo Deportivo | 01' Cesc Pla · 08' Estivi Ochoa · Elies, Masoliver, Marc Verdaguer, Gely · Putxe, Monti · Xavi Pérez, Oriol Vila, Cesc Pla · Estivi | Municipal · Xavier Estrada Fernández · |  |

| 14 octubre 2001 | EC Granollers | 1 – 0           | UA Horta                                                                                       | Granollers                            |  |
| 16:30 Jornada 6 | Putxe 58' Segarra · Elies, Arnau, Marc Verdaguer, Gely · Putxe, Cesc Pla · Xavi Pérez, Oriol Vila, Marc · Estivi | Mundo Deportivo | Edu Andrés Sierra, Contreras, Molina, Gascón Manel, Moya Nesta, Víctor Pérez, Jonathan Alberto | Carrer Girona · Bartomeu Jerez Riba · |  |

| 21 octubre 2001 | CD Morell | 1 – 1           | EC Granollers | El Morell                      |  |
| 17:00 Jornada 7 | Cacho 47' Saperas · Marc, Toni Fernández, Carlos Martínez, Pep Andreu · Ricky, Coello · Parisi, Casas, Pedro · Cacho | Mundo Deportivo | 89' (p.) Oriol Vila Segarra · Elies, Masoliver, Marc Verdaguer, Gely · Putxe, Cesc Pla · Xavi Pérez, Oriol Vila, Sese · Estivi | Municipal · Javier Raya Peña · |  |

| 28 octubre 2001 | EC Granollers | 3 – 0           | CF Vilanova                                                                             | Granollers                         |  |
| 16:30 Jornada 8 | Carlos García 05' · Antolín 82' · Putxe 86' Ochoa · Elies, Masoliver, Marc Verdaguer, Gely · Putxe, Estivi · Xavi Pérez, Oriol Vila, Antolín · Carlos García | Mundo Deportivo | Cañadas Costa, Valldosera, Gómez, Fede Coque, Álex Iglesias Luismi, Juanjo, Arturo Dolz | Carrer Girona · Colmenal Pomares · |  |

| 1 novembre 2001 | CF Peralada | 4 – 1           | EC Granollers | Peralada                   |  |
| 16:30 Jornada 9 | Álex 50' · Sergi 66' · Carlos Martínez 67' 87' Padern · Xavi Sánchez, Oronoz, Sergi, Armengol · Eugeni, Diego · Villaplana, Negre, Alberto · Carlos Martínez | Mundo Deportivo | 04' Monti · Ochoa · Elies, Masoliver, Marc Verdaguer, Gely · Marc, Fran Rubio · Monti, Oriol Vila, Sese · Carlos García | Municipal · Marià Medina · |  |

| 4 novembre 2001  | EC Granollers | 2 – 0           | AE Prat                                                                                               | Granollers                                  |  |
| 18:00 Jornada 10 | Estivi 14' 86' Segarra · Elies, Masoliver, Marc Verdaguer, Gely · Putxe, Fran Rubio · Antolín, Oriol Vila, Cesc Pla · Estivi | Mundo Deportivo | Costa Pedro, Carlos Andrés, Cholo, Oliver Martínez Moreno, Villegas Carlitos, Lay, Oliver Piris Blume | Carrer Girona · Daniel Izquierdo Martínez · |  |

| 11 novembre 2001 | UE Cerdanyola de Mataró | 2 – 0           | EC Granollers                                                                                         | Cerdanyola, Mataró                    |  |
| 12:00 Jornada 11 | Javi Román 62' 68'      | Mundo Deportivo | Segarra Elies, Masoliver, Marc Verdaguer, Gely Putxe, Fran Rubio Antolín, Oriol Vila, Cesc Pla Estivi | Camí del Mig · Joaquim Solé Monllaó · |  |

| 18 novembre 2001 | EC Granollers | 4 – 0           | UE Valls                                                                                    | Granollers                             |  |
| 16:30 Jornada 12 | Putxe 23' · Cesc Pla 38' 73' · Estivi 77' Ochoa · Elies, Arnau, Oriol Vila, Gely · Putxe, Cesc Pla · Xavi Pérez, Antolín, Estivi · Carlos García | Mundo Deportivo | Ambròs Rubén, Forcadell, Lamiel, Azuara Vicenç, Jonathan Torreblanca, Chacón, Miguel Oliver | Carrer Girona · Antoni García Català · |  |

| 25 novembre 2001 | CD Masnou                                                                                               | 0 – 1           | EC Granollers | El Masnou                               |  |
| 12:00 Jornada 13 | Álex 40' Vázquez · Miguel, Juanma, Barberán, Jonathan · Poche, Álex · Berlanga, Aragunde, Raúl · Romero | Mundo Deportivo | 74' Antolín Ochoa · Elies, Masoliver, Marc Verdaguer, Gely · Putxe, Cesc Pla · Xavi Pérez, Oriol Vila, Estivi · Antolín | Municipal · Juan Carlos Sánchez Milán · |  |

| 2 desembre 2001  | EC Granollers | 1 – 1           | CD Pomar    | Granollers                           |  |
| 16:30 Jornada 14 | Masoliver 15' Ochoa · Elies, Masoliver, Marc Verdaguer, Gely · Putxe, Antolín · Cesc Pla, Oriol Vila, Estivi · Monti | Mundo Deportivo | 64' Roncero | Carrer Girona · Rafael Díaz Melero · |  |

| 6 desembre 2001  | CD Banyoles | 2 – 4           | EC Granollers | Banyoles                                 |  |
| 17:00 Jornada 15 | Planagumà 28' · Pibernat 76' · Durán · Toni, Vallejo, Déu, Pibernat · Masferrer, Arimany · Parés, Peri, Pere · Planagumà | Mundo Deportivo | 11' 89' Estivi · 32' Antolín · 41' Kourouma Segarra · Elies, Arnau, Marc Verdaguer, Gely · Putxe, Antolín · Xavi Pérez, Oriol Vila, Estivi · Kourouma | Camp Nou · Ángel González Pleguezuelos · |  |

| 9 desembre 2001  | EC Granollers | 2 – 1           | CF Ripollet                                                                                                 | Granollers                          |  |
| 16:30 Jornada 16 | Oriol Vila 29' · Xavi Pérez 52' Ochoa · Elies, Arnau, Marc Verdaguer, Gely · Putxe, Antolín · Xavi Pérez, Oriol Vila, Estivi · Kourouma | Mundo Deportivo | 45' Heri · Gandoy · Albert, Jorge, Óscar Casto, Jonathan · Torres, Pep · Heri, David Marcos, Grasas · Lluís | Carrer Girona · Sergi Pérez Llena · |  |

| 16 desembre 2001 | FC Vilafranca                                                                  | 0 – 0           | EC Granollers                                                                                        | Vilafranca                     |  |
| 17:00 Jornada 17 | Cano Moral, Casán, Adán, Olivella Fos, Porras Sergio, Atzarà, Pujante Torrents | Mundo Deportivo | Segarra Xavi Pérez, Isern, Marc Verdaguer, Gely Putxe, Kourouma Antolín, Estivi, Cesc Pla Oriol Vila | Municipal · César Ochoa Díez · |  |

| 23 desembre 2001 | EC Granollers | 3 – 2           | UE Sants                                                                                               | Granollers                                     |  |
| 16:30 Jornada 18 | Gely 24' · Carlos García 64' 87' Ochoa · Xavi Pérez, Elies, Marc Verdaguer, Gely · Putxe, Kourouma · Riba, Cesc Pla, Carlos García · Oriol Vila | Mundo Deportivo | 50' Dani · 91' Cos Núñez · Agustí, Óscar, Álvaro, Aguilar · Cos, Javi · Juanito, Víctor, Palomo · Dani | Carrer Girona · Francisco Cardosa Montesinos · |  |

| 13 gener 2002    | UE Castelldefels | 2 – 1           | EC Granollers | Castelldefels                       |  |
| 12:00 Jornada 19 | Roma 23' (p.) · José Manuel 80' Rodón · Vives, Roma, Cañete, Paquito · Óscar Sánchez, Ángel Gómez · Marcel, José Manuel, Roger · Sellarès | Mundo Deportivo | 92' Putxe · Ochoa · Xavi Pérez, Elies, Marc Verdaguer, Gely · Putxe, Monti · Antolín, Oriol Vila, Cesc Pla · Estivi | Els Canyars · David Lanaspa Mainz · |  |

| 20 gener 2002    | FC Martinenc                                                                       | 0 – 0           | EC Granollers                                                                                      | El Guinardó, Barcelona                              |  |
| 12:00 Jornada 20 | Xavo Muñoz, Iván Gimeno, Navarro, Belda Rubén, Paquito Johan, Julio, Noel Casillas | Mundo Deportivo | Ochoa Xavi Pérez, Elies, Masoliver, Marc Verdaguer Gely, Antolín Putxe, Kourouma, Oriol Vila Monti | Camp Municipal del Guinardó · César Otal González · |  |

| 27 gener 2002    | EC Granollers | 2 – 1           | FC Santboià                                                                                              | Granollers                     |  |
| 16:30 Jornada 21 | Putxe 21' · Antolín 61' Ochoa · Elies, Masoliver, Marc Verdaguer, Gely · Putxe, Monti · Antolín, Oriol Vila, Cesc Pla · Carlos García | Mundo Deportivo | 88' Andrés · Gusi · Pozo, Álex Arias, Albert, Andrés · Alquézar, Fuentes · Font, Virdis, Sergio · Manolo | Carrer Girona · Marià Medina · |  |

| 3 febrer 2002    | UE Rubí                                                                                                   | 0 – 1           | EC Granollers | Rubí                                  |  |
| 12:00 Jornada 22 | Kiko Popovic, Àlex Ortiz, Carles Silvestre, M. García Xavi López, Rozas Bayarri, Cholo, Raúl Romero Litus | Mundo Deportivo | 59' Putxe Ochoa · Elies, Masoliver, Marc Verdaguer, Gely · Putxe, Fran Rubio · Antolín, Carlos García, Oriol Vila · Monti | Can Rosés · Juan Manuel Vico Moreno · |  |

| 10 febrer 2002   | EC Granollers | 2 – 0           | UE Vic                                                                                     | Granollers                     |  |
| 16:30 Jornada 23 | Antolín 52' · Putxe 63' Ochoa · Elies, Masoliver, Marc Verdaguer, Gely · Putxe, Fran Rubio · Antolín, Oriol Vila, Marc · Kourouma | Mundo Deportivo | Prat Pla, Casas, Pous, Ramon Seco Ramon Triguero, Rafa Juanito, Marc Sala, Gustavo Montero | Carrer Girona · Estrany Coll · |  |

| 17 febrer 2002   | EC Granollers | 1 – 2           | CD Tortosa | Granollers                         |  |
| 16:30 Jornada 24 | Putxe 85' · Ochoa · Elies, Masoliver, Marc Verdaguer, Gely · Putxe, Fran Rubio · Xavi Pérez, Oriol Vila, Marc · Antolín | Mundo Deportivo | 68' Baena · 88' Yiyi Chema · Enrique, David Cid, Xavi Comas, Roberto · Lucas, Yiyi · Baena, Sergi, Adell · Gilabert | Carrer Girona · Javier Raya Peña · |  |

| 24 febrer 2002   | UA Horta                                                                                  | 0 – 3           | EC Granollers | Barri d'Horta, Barcelona                       |  |
| 12:00 Jornada 25 | Gerard Sierra, Molina, Gascón, Álex Manel, Cristóbal Nesta, Pardo, Víctor Carlos Martínez | Mundo Deportivo | 05' 75' Enric Pi · 91' Arnau Segarra · Masoliver, Arnau, Marc Verdaguer, Gely · Fran Rubio, Oriol Vila · Enric Pi, Marc, Monti · Antolín | Feliu i Codina · Ángel González Pleguezuelos · |  |

| 3 març 2002      | EC Granollers | 2 – 0           | CD Morell                                                                                           | Granollers                                      |  |
| 16:30 Jornada 26 | Oriol Vila 57' (p.) · Cesc Pla 93' Segarra · Xavi Pérez, Arnau, Masoliver, Gely · Putxe, Fran Rubio · Enric Pi, Oriol Vila, Cesc Pla · Antolín | Mundo Deportivo | Saperas Toni Fernández, Andreu, Víctor, Carlos Martínez Marc, Ricky Carni, Parisi, Mario Carlos Cid | Carrer Girona · Juan Antonio Mesones González · |  |

| 10 març 2002     | CF Vilanova | 3 – 1           | EC Granollers | Vilanova i la Geltrú                                          |  |
| 17:00 Jornada 27 | Dolz 20' · Santi Triguero 58' · Arjona 75' Santos · Costa, Valldosera, Gómez, Fontfría · Sabrià, Santi Triguero · Luismi, Arjona, Fede · Dolz | Mundo Deportivo | 43' Enric Pi · Ochoa · Elies, Masoliver, Marc Verdaguer, Gely · Putxe, Enric Pi · Xavi Pérez, Oriol Vila, Cesc Pla · Antolín | Alumnes Obrers · 3500 espectadors · Germán Yugueros Vicente · |  |

| 17 març 2002     | EC Granollers | 4 – 1           | CF Peralada                                                                                                  | Granollers                            |  |
| 16:30 Jornada 28 | Antolín 01' · Carlos García 26' · Putxe 31' · Oriol Vila 57' (p.) Ochoa · Elies, Xavi Pérez, Marc Verdaguer, Gely · Putxe, Cesc Pla · Antolín, Oriol Vila, Monti · Carlos García | Mundo Deportivo | 25' Kiko · Padern · Xavi Sánchez, Oronoz, Sergi, Armengol · Eugeni, Diego · Villaplana, Kiko, Toni · Segalés | Carrer Girona · Jorge Pérez Fuentes · |  |

| 24 març 2002     | AE Prat               | 2 – 2           | EC Granollers | El Prat de Llobregat                          |  |
| 12:00 Jornada 29 | David Carnasa 18' 79' | Mundo Deportivo | 70' (p.) Gely · 86' Putxe Ochoa · Elies, Xavi Pérez, Marc Verdaguer, Gely · Putxe, Cesc Pla · Antolín, Oriol Vila, Monti · Carlos García | Fondo d'en Peixo · Alfonso Colmenal Pomares · |  |

| 7 abril 2002     | EC Granollers | 2 – 0           | UE Cerdanyola de Mataró                                                                                   | Granollers                            |  |
| 16:30 Jornada 30 | Enric Pi 06' 49' Ochoa · Elies, Xavi Pérez, Marc Verdaguer, Gely · Putxe, Enric Pi · Antolín, Oriol Vila, Monti · Carlos García | Mundo Deportivo | 62' Juanmi Busquets · Rueda, Molinero, Leo, Horacio · Martí, Xavi · Juanmi, Marcelo, Javi Román · Jiménez | Carrer Girona · Òscar Bergadà Braña · |  |

| 14 abril 2002    | UE Valls                                                                                 | 0 – 0           | EC Granollers                                                                                              | Valls                                        |  |
| 17:00 Jornada 31 | Figueres Carrasco, Ferran, Lamiel, Azuara Gual, Miguel Torreblanca, Burgos, Cortés Edgar | Mundo Deportivo | Segarra Elies, Masoliver, Marc Verdaguer, Gely Cesc Pla, Enric Pi Antolín, Oriol Vila, Monti Carlos García | Camp del Vilar · Daniel Izquierdo Martínez · |  |

| 21 abril 2002    | EC Granollers | 2 – 1           | CD Masnou | Granollers                            |  |
| 16:30 Jornada 32 | Antolín 31' · Masoliver 37' Segarra · Elies, Masoliver, Marc Verdaguer, Gely · Fran Rubio, Antolín · Xavi Pérez, Enric Pi, Monti · Carlos García | Mundo Deportivo | 67' Poche · Tejero · Miguel, Juanma, Barberán, Poche · Álvarez, Alberto · Berlanga, Aragunde, Víctor · Juan Carlos | Carrer Girona · David Lanaspa Mainz · |  |

| 28 abril 2002    | CD Pomar                                                                    | 0 – 0           | EC Granollers                                                                             | Pomar, Badalona                    |  |
| 12:00 Jornada 33 | Jordi Espín, Rafa, Rojas, Dani Díaz, Azañón David, Gual, Àlex Burch Romario | Mundo Deportivo | Ochoa Elies, Poyatos, Gely, Xavi Pérez Putxe, Masoliver Marc, Enric Pi, Cesc Pla Kourouma | Municipal de Pomar · Opi Beneito · |  |

| 1 maig 2002      | EC Granollers | 1 – 1           | CD Banyoles                                                                                             | Granollers                       |  |
| 16:30 Jornada 34 | Monti 16' Ochoa · Elies, Xavi Pérez, Marc Verdaguer, Gely · Putxe, Fran Rubio · Antolín, Monti, Cesc Pla · Carlos García | Mundo Deportivo | 08' Peri Gerard · Toni, Vallejo, Déu, Pibernat · Masferrer, Arimany · Parés, Peri, Martinet · Planagumà | Carrer Girona · Sánchez Millán · |  |

| 5 maig 2002      | CF Ripollet | 2 – 3           | EC Granollers | Ripollet                                    |  |
| 12:00 Jornada 35 | Torres 17' · Lluís 42' · Gandoy · Albert, Jorge, Óscar Casto, Marín · Urbano, Pep · Adriano, Torres, Grasas · Lluís | Mundo Deportivo | 57' Enric Pi · 78' Putxe · 91' Kourouma Segarra · Elies, Poyatos, Marc Verdaguer, Gely · Putxe, Cesc Pla · Antolín, Enric Pi, Rubén Soler · Estivi | Municipal · Joan Antoni Lloveras Carvajal · |  |

| 12 maig 2002     | EC Granollers | 1 – 0           | FC Vilafranca                                                                 | Granollers                         |  |
| 16:30 Jornada 36 | Masoliver 22' Ochoa · Elies, Masoliver, Marc Verdaguer, Gely · Putxe, Cesc Pla · Antolín, Fran Rubio, Estivi · Carlos García | Mundo Deportivo | Cano Moral, Casán, Adán, Olivella Fos, Porras Piñol, Atzarà, Pujante Torrents | Carrer Girona · César Ochoa Díez · |  |

| 19 maig 2002     | UE Sants                                                                     | 0 – 0           | EC Granollers                                                                                     | Sants, Barcelona                   |  |
| 12:00 Jornada 37 | Núñez Óscar, Agustí, Aguilar, Álvaro Cos, Torrejón Javi, Lolo, Palomino Dani | Mundo Deportivo | Segarra Elies, Masoliver, Xavi Pérez, Gely Putxe, Cesc Pla Antolín, Monti, Enric Pi Carlos García | La Magòria · Òscar Bergadà Braña · |  |

| 26 maig 2002     | EC Granollers | 3 – 1           | UE Castelldefels | Granollers                                    |  |
| 18:00 Jornada 38 | Cesc Pla 13' · Fran Rubio 88' · Enric Pi 92' Ochoa · Elies, Masoliver, Xavi Pérez, Gely · Putxe, Cesc Pla · Antolín, Monti, Enric Pi · Carlos García | Mundo Deportivo | 25' Ángel Gómez · Toni · Óscar Sánchez, Vives, Roma, Paquito · José Manuel, Ángel Gómez · Marcel, Sellarès, Segura · Edel | Carrer Girona · Ángel González Pleguezuelos · |  |

| Posició | J  | G  | E  | P | GF | GC | DG | Punts |
| ------- | -- | -- | -- | - | -- | -- | -- | ----- |
| 1r      | 38 | 21 | 12 | 5 | 66 | 36 | 30 | 75    |